# Garzigliana
Garzigliana (Garzijan-a in piemontese) è un comune italiano di 554 abitanti della città metropolitana di Torino in Piemonte.

## Geografia fisica
Il comune sorge a 314 m s.l.m. in un'area pianeggiante posta a circa 40 chilometri a sud-ovest da Torino, che dista 7 chilometri da Pinerolo e 5 chilometri da Cavour.
Il piccolo centro abitato, si caratterizza per la sua organizzazione in frazioni che sono ancora individuate con le antiche denominazioni di Regioni.

## Origini del nome
Il nome probabilmente deriva dalla designazione di "luogo dove abbonda la gaggia", ovvero l'acacia.

## Storia

### Simboli
Lo stemma e il gonfalone sono stati concessi con decreto del presidente della Repubblica del 4 maggio 1951.
Lo stemma è partito d'oro e di azzurro, al castello di rosso, torricellato di un pezzo centrale, merlato alla guelfa.
Il gonfalone è un drappo partito di giallo e di azzurro.

## Monumenti e luoghi d'interesse
- Santuario di Montebruno
- Chiesa dei Santi Benedetto e Donato, edificata nel 1762

## Società

### Evoluzione demografica
Abitanti censiti

### Tradizioni e folclore
La principale festa a Garzigliana è la festa di Sant'Anna, che si svolge solitamente l'ultima settimana di luglio; il format è quello della classica festa alla piemontese con serate danzanti e buona cucina, con fritto di mare e asado.

## Infrastrutture e trasporti
Tra il 1882 e il 1935 il comune fu servito dalla tranvia Saluzzo-Pinerolo.

## Amministrazione
Di seguito è presentata una tabella relativa alle amministrazioni che si sono succedute in questo comune.
| Periodo        | Periodo        | Primo cittadino     | Partito                               | Carica  | Note  |
| -------------- | -------------- | ------------------- | ------------------------------------- | ------- | ----- |
| 15 giugno 1985 | 15 giugno 1990 | Francesca Priotti   | -                                     | Sindaco | [ 7 ] |
| 15 giugno 1990 | 24 aprile 1995 | Giovanni Boyer      | Democrazia Cristiana                  | Sindaco | [ 7 ] |
| 24 aprile 1995 | 14 giugno 1999 | Giovanni Boyer      | centro                                | Sindaco | [ 7 ] |
| 14 giugno 1999 | 14 giugno 2004 | Giovanni Boyer      | centro                                | Sindaco | [ 7 ] |
| 14 giugno 2004 | 8 giugno 2009  | Piergiorgio Coalova | lista civica                          | Sindaco | [ 7 ] |
| 8 giugno 2009  | 26 maggio 2014 | Piergiorgio Coalova | lista civica                          | Sindaco | [ 7 ] |
| 26 maggio 2014 | 27 maggio 2019 | Lidia Alloa         | lista civica Diamo voce a Garzigliana | Sindaco | [ 7 ] |
| 27 maggio 2019 | 10 giugno 2024 | Lidia Alloa         | lista civica Diamo voce a Garzigliana | Sindaco | [ 7 ] |
| 10 giugno 2024 | in carica      | Lidia Alloa         | lista civica Diamo voce a Garzigliana | Sindaco | [ 7 ] |